# Sinaida Semjonowna Brumberg
Sinaida Semjonowna Brumberg (russisch Зинаида Семёновна Брумберг; * 20. Julijul. / 2. August 1900greg. in Moskau; † 9. Februar 1983 ebenda) war eine sowjetische Animationsfilmerin.

## Leben
Brumberg, Tochter des Arztes Semjon Fjodorowitsch (Schimon Zodykowitsch) Brumberg (* 1867) und seiner Frau Zili Iossifowna geborene Klein, wuchs zusammen mit ihrer ein Jahr älteren Schwester Walentina auf.
Nach dem Studium an den Moskauer Höheren Künstlerisch-Technischen Werkstätten (Abschluss 1925) beteiligte sich Brumberg an der Herstellung der ersten sowjetischen Animationsfilme. Sie arbeitete zunächst als künstlerische Animatorin und wurde dann Regisseurin.
Mit ihrer Schwester schuf Brumberg Märchenfilme wie Rotkäppchen (1937) und viele andere Filme. Besonders bekannt wurden sie mit ihrem Zeichentrickfilm Fedja Saizew (1948), in dem nicht nur realistische Figuren, sondern auch ein an die Schulwand gezeichneter kleiner Mann vorkommt, der dann ein eigenes Leben entfaltet. Der kleine Mann der Brumberg-Schwestern wurde zu Beginn der 1960er Jahre ein neues Element im Kanon der sowjetischen Animation.

## Ehrungen, Preise
- Ehrenzeichen der Sowjetunion (1944)[6]
- Verdiente Kunstschaffende der RSFSR (1968)